# 邱瑞锋
邱瑞鋒（1964年—），中國數學家，主要研究方向是幾何拓撲學，主要成就包括证明Gordon猜想，与他人合作发现Heegaard分解沿闭不可压缩曲面的融合积可同时稳定化多次的现象，以及给出可约Dehn手术与平环Dehn手术的最小几何数和可约Dehn手术与环面Dehn手术的最小几何数的最佳估计。邱瑞鋒1993年7月在吉林大學獲得博士學位，目前是华东师范大学數學系教授。